# 宇都宮車掌区

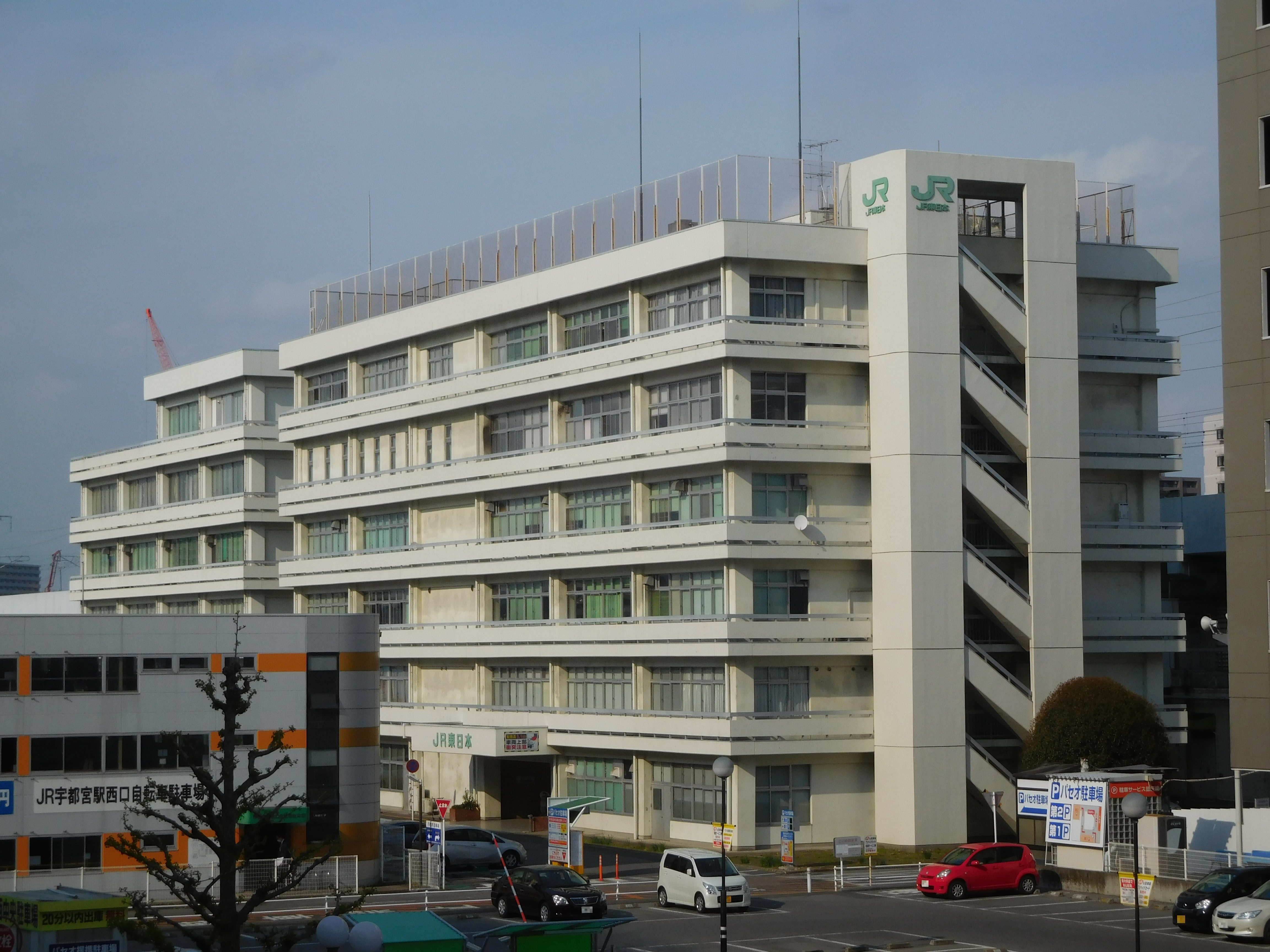
宇都宮車掌区事務所のある、JR東日本宇都宮第1総合事務所

宇都宮車掌区（うつのみやしゃしょうく）は、栃木県宇都宮市にある東日本旅客鉄道（JR東日本）大宮支社の車掌が所属する組織である。2022年3月11日限りで廃止し、宇都宮運輸区を経て現在は宇都宮統括センター乗務ユニット。

## 歴史
- 1906年（明治39年）11月1日 宇都宮車掌駐在所を設置
- 1909年（明治42年）5月25日 宇都宮車掌駐在所（車掌監督）となる
- 1914年（大正3年）3月1日 宇都宮車掌監督となる
- 1929年（昭和4年）5月11日 宇都宮車掌所となる
- 1936年（昭和11年）9月1日 宇都宮車掌区となる
- 2022年（令和4年）3月12日 日光線・宇都宮線宇都宮以北ワンマン化に伴い、日光線・宇都宮線宇都宮以北車掌行路を廃止。宇都宮運転所と統合し宇都宮運輸区発足。当区は廃止。

## 取り組み
車掌区の乗務エリアに含まれる日光線は、日本国外からの観光客が多く利用することから、多言語での車内放送を2014年（平成26年）より行っている。これを発案したのが、宇都宮車掌区所属の車掌であり、日光線からJR各線へと多言語放送が拡大していった。また宇都宮市内の大学（宇都宮大学など）の留学生の協力を得て、防災訓練を実施するなどの取り組みを行っている。